# TAU (metro)

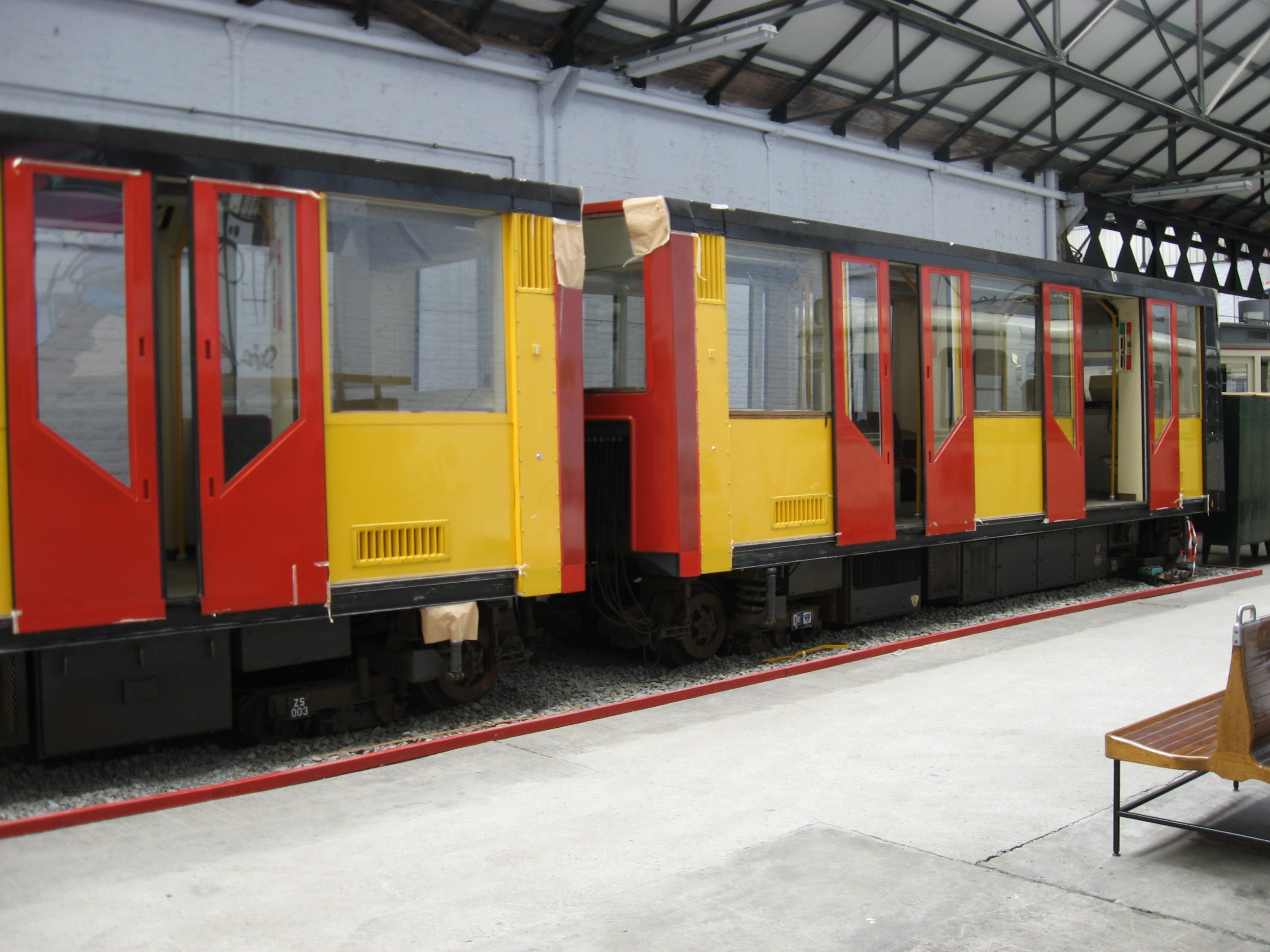
Prototype

TAU (Transport Automatisé Urbain) was een project uit de jaren 1980 voor de opzet van een automatische lichte metro door het centrum van de Belgische stad Luik. Het was een samenwerkingsverband van BN, ACEC en het Waals gewest. Er heeft nooit een metro in Luik gereden, omdat ACEC in 1989 werd overgenomen door Alstom wat al deels de Franse lichte metro produceerde. Alstom wilde geen concurrentie in eigen huis en trok de stekker uit het gezamenlijke project.
Wel is er een prototype gemaakt dat gepresenteerd werd op het place Saint-Lambert. Dit voertuig heeft wel enige tijd gereden op een testspoor in Jumet, op het bedrijventerrein ten zuiden van het vliegveld. Het prototype staat nu in het Museum voor het Openbaar Vervoer van Wallonië. Plannen zijn gemaakt voor een lijn van Licour naar Pont de Seraing.

## Materieelfoto's

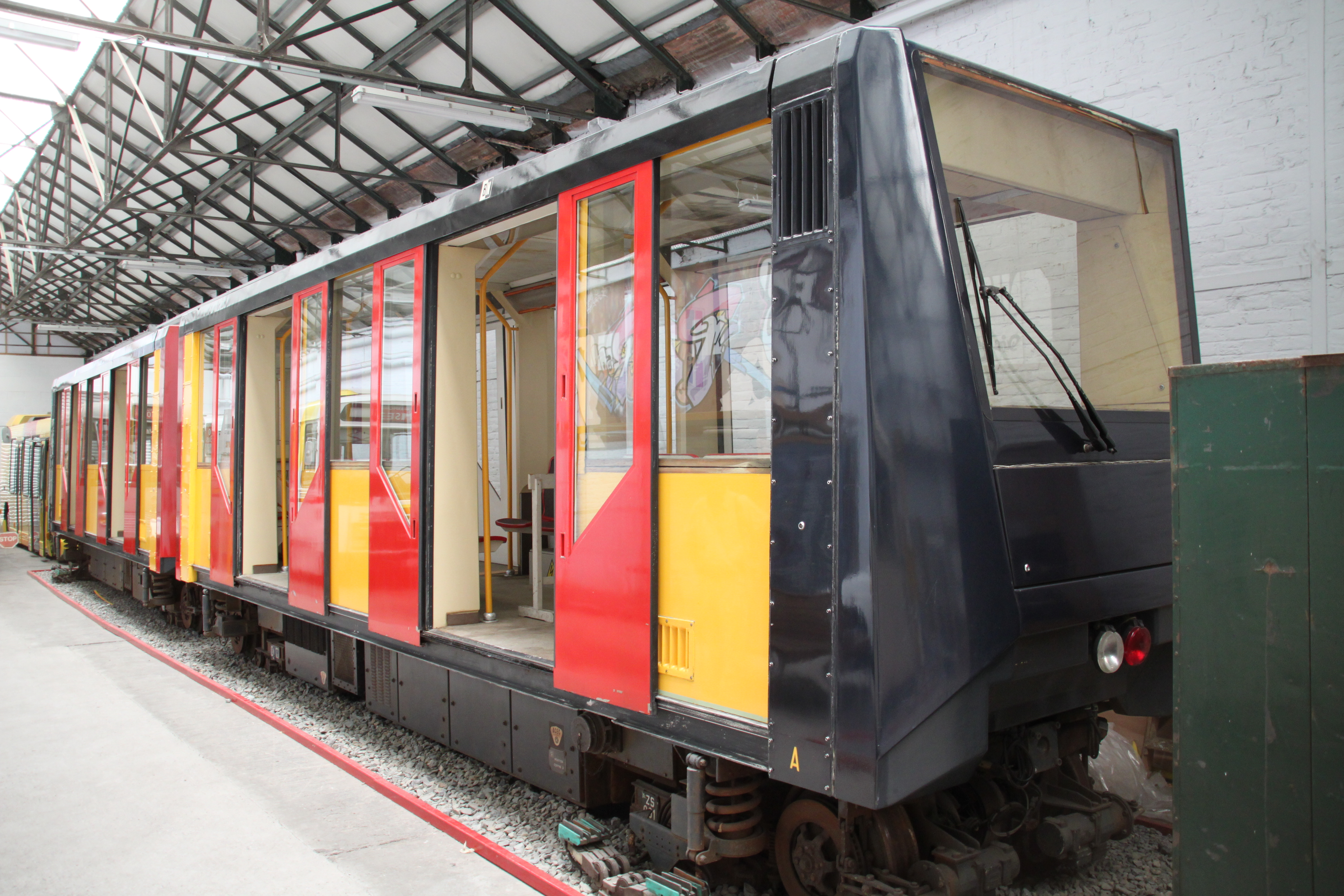
Voorzijde
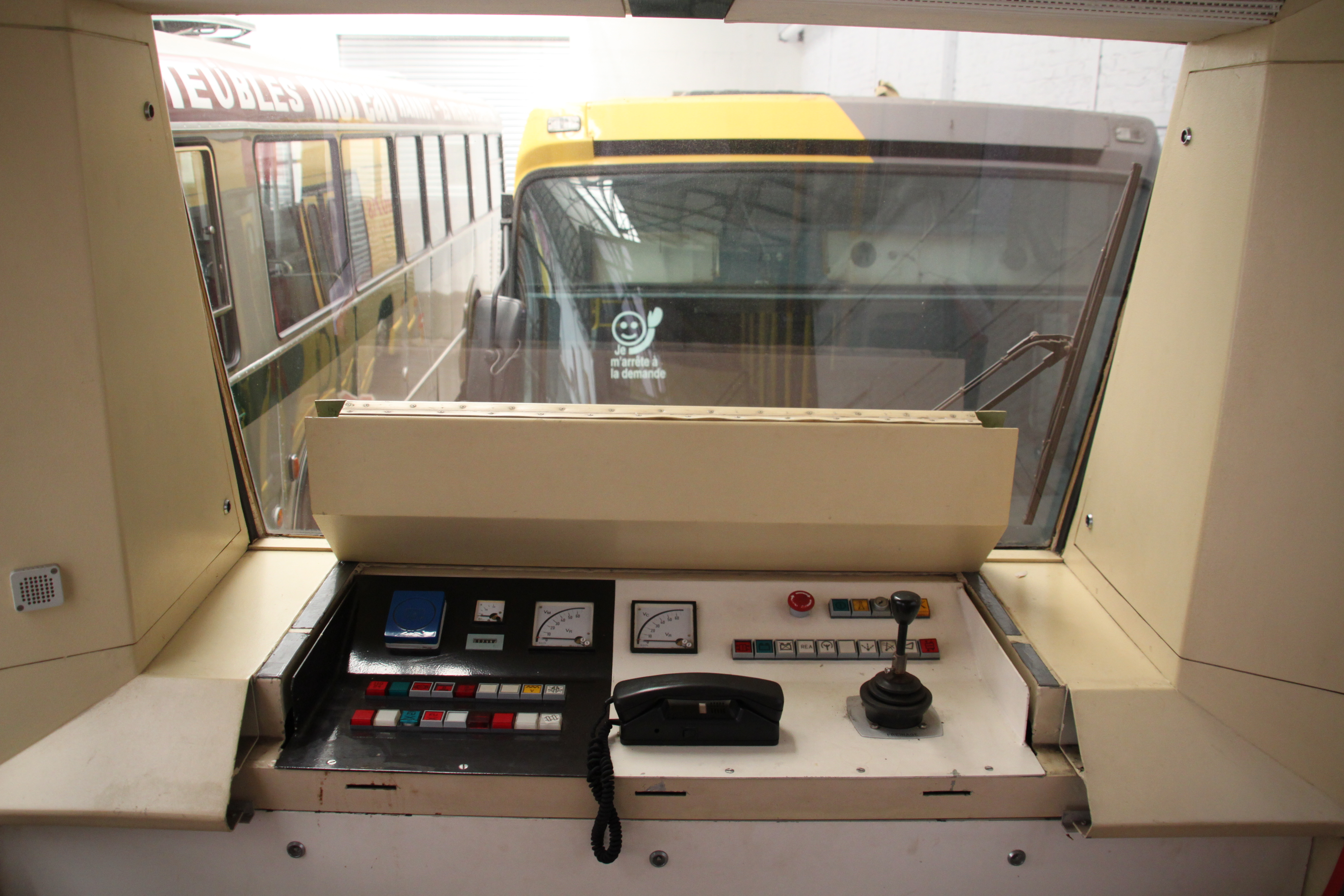
Stuurpost
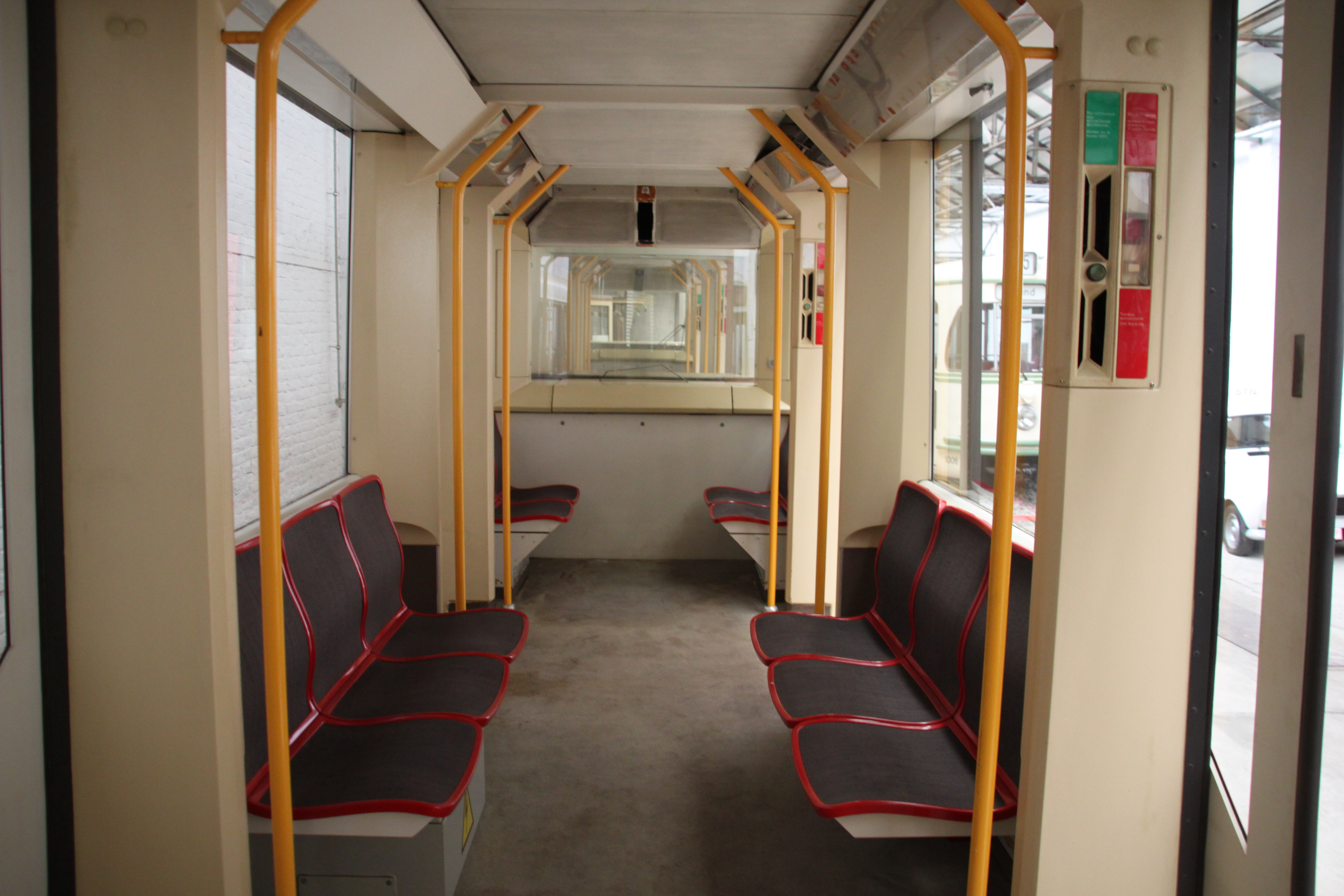
Interieur